# Laguna del Negro Francisco
Laguna del Negro Francisco är en sjö i Chile.   Den ligger i regionen Región de Atacama, i den nordöstra delen av landet, 700 km norr om huvudstaden Santiago de Chile. Laguna del Negro Francisco ligger 4 132 meter över havet. Arean är 13,1 kvadratkilometer. Den sträcker sig 3,7 kilometer i nord-sydlig riktning, och 5,7 kilometer i öst-västlig riktning.
Trakten runt Laguna del Negro Francisco är ofruktbar med lite eller ingen växtlighet. Trakten runt Laguna del Negro Francisco är nära nog obefolkad, med mindre än två invånare per kvadratkilometer.